# Faïza Zerouala
Faïza Zerouala, née le 6 février 1984 à Paris, est une journaliste et écrivaine française.

## Biographie

### Enfance et formation
Née de parents algériens ayant émigré en France dans les années 1970, elle grandit dans le 19e arrondissement de Paris. Elle fait ses études au lycée Jules Ferry, et obtient en 1999 un baccalauréat L (littéraire)[réf. nécessaire].
Après son baccalauréat, elle se tourne vers des études d'histoire à l'université Panthéon-Sorbonne. C'est durant ses études à l'université qu'elle se découvre un intérêt pour le journalisme : elle a alors accès gratuitement à la presse française, et prend l'habitude de la lire quotidiennement, notamment Le Monde. Elle obtient un master 2 en histoire contemporaine du Maghreb. Elle s'est intéressée, pour ses recherches de master, à l'histoire d'un Algérien pauvre qui avait réussi, pendant la colonisation française, à échapper au déterminisme de son milieu social et à devenir instituteur. N'ayant pas envie de faire carrière dans la recherche ou l'enseignement de l'Histoire, le fait de raconter à l'écrit cette histoire achève de la convaincre de se tourner vers le journalisme.

### Carrière journalistique
En 2007, elle se présente une première fois aux concours des écoles reconnues, dans la foulée de La Chance aux concours (appelée aujourd'hui La Chance), une prépa gratuite ouverte aux étudiants boursiers candidats aux écoles de journalisme.
Après son master d'histoire, elle décroche un stage  à la chaîne de télévision Public Sénat, où elle travaille sur la recherche d'invités pour les débats et où elle fait la connaissance de Nordine Nabili, directeur du Bondy Blog. Elle effectue un autre stage à M6.
Elle fait partie de la deuxième génération du Bondy Blog, aux côtés notamment de Widad Ketfi, Nassira El Moaddem, Mehdi Meklat et Badroudine Saïd Abdallah. En 2009, elle fait partie de la première promotion de la Prépa égalité des chances, dispositif d'accompagnement d'étudiants sélectionnés sur critères académiques et sociaux pour la préparation aux concours d'entrée des écoles de journalisme créé par l'ESJ Lille au terme duquel elle intègre l'Institut pratique du journalisme, à Paris, en 2010.
Une fois diplômée en 2012, elle effectue ses premières au service éducation du Monde.
En 2011, elle est une des 50 « chercheurs et citoyens » qui contribuent à un ouvrage collectif préfacé par Martine Aubry, Pour changer de civilisation. D'après L'Express, les chercheurs n'avaient pas été avertis que Martine Aubry, première secrétaire du Parti socialiste préfacerait l'ouvrage et que son nom figurerait en gros caractères sur la couverture.
En 2015, à l'issue d'une enquête de plusieurs mois, elle publie un ouvrage sur les femmes voilées en France (Des voix derrière le voile, Premier parallèle, 2015) où elle souligne la complexité des situations personnelles : si beaucoup de musulmanes en France se voilent pour échapper au regard trop insistant des hommes, d'autres y voient un « acte de bravoure », une façon d'affirmer leur personnalité et leur religion malgré les réactions négatives de leur employeur et d'une partie de leur entourage.
Toujours en 2015 elle publie un manifeste intitulé Ne m'appellez plus beurette.
En 2016, « connaissance personnelle » de Sihame Assbague (l'une des organisatrices de ce camp) elle réalise un reportage sur le camp d'été décolonial, réservé aux personnes perçues comme non-Blanches, alors que beaucoup d'autres médias s'étaient faits refuser l'entrée ou avaient refusé de « négocier la liberté de la presse selon faciès » en référence au fait que les journalistes jugés « trop blancs » étaient refoulés,.
Elle est engagée fin 2015 par le journal en ligne Mediapart, où elle chargée plus particulièrement des dossiers liés à l'éducation.

## Publications
- Des voix derrière le voile, Paris, Premier parallèle, 5 mars 2015, 255 p. (ISBN 979-10-94841-04-4)[10]